# メーリト・ディ・ポルト・サルヴォ
メーリト・ディ・ポルト・サルヴォ（イタリア語: Melito di Porto Salvo）は、イタリア共和国カラブリア州レッジョ・カラブリア県にある、人口約1万1000人の基礎自治体（コムーネ）。
イタリア半島最南端のコムーネである。

## 地理

### 位置・広がり
カタンザーロの南西130km、レッジョ・カラブリアの南東25kmに位置する。

#### 隣接コムーネ
隣接するコムーネは以下の通り。
- サン・ロレンツォ - 東
- モンテベッロ・イオーニコ - 西
- ログーディ - 内包

## 行政

### 分離集落
メーリト・ディ・ポルト・サルヴォには、以下の分離集落（フラツィオーネ）がある。
- Annà, Lacco, Lembo, Musa, Musupuniti, Pallica, Pentedattilo, Pilati, Prunella, San Leonardo, Sbarre, Marina, Concessa, Paese Vecchio, Caredia, Porto Salvo, Armà

## 交通
メリート・ディ・ポルト・サルヴォ駅は、イタリアの半島部における最南端の駅である。

## 関連事項
- タリファ岬 - イベリア半島最南端
- マタパン岬 - バルカン半島最南端